# Gabriel Brown
Gabriel Brown, fue un guitarrista y cantante de blues, originario de Florida (Estados Unidos). Falleció en 1972, ahogado tras un accidente de barco.
Su obra grabada es breve, pero con un estilo profundo y refinado, enmarcado en el llamado Blues de Piedmont, pero con una técnica de guitarra más cercana al estilo de Alabama que al fingerpicking típico del citado estilo. Especialmente, con el uso del bottleneck.